# متلازمة الاستئصال الأمامي المنخفض
متلازمة الاستئصال الأمامي المنخفض إحدى مضاعفات الاستئصال الأمامي المنخفض، وهي جراحة تُجرى لإزالة المستقيم، عادةً في حالات سرطان المستقيم. تتميز بتغيرات في وظيفة الأمعاء تؤثر على نوعية الحياة، وتشمل أعراضًا مثل سلس البراز أو التغوط غير المكتمل أو الإحساس بالتغوط غير المكتمل (الزحير المستقيمي) والتغيرات في تواتر التغوط أو قوام البراز، وتقلبات في وظيفة الأمعاء والألم في أثناء التغوط (عسر التغوط). تشمل خيارات العلاج تدبير الأعراض، مثل استخدام الحقن الشرجية، أو التدبير الجراحي، مثل فغر القولون.

## العلامات والأعراض
تنقسم متلازمة الاستئصال الأمامي المنخفض إلى مجموعتين. تشكل أعراض الحاجة الملحة إلى التغوط وسلس البراز وزيادة تواتره المجموعة الأولى. يندرج في الفئة الثانية الإمساك والشعور بعدم الإخلاء الكامل وصعوبة إفراغ الأمعاء. يبلغ بعض المرضى عن أعراض من كلي المجموعتين، إما بشكل متناوب ما بين النمطين أو كليهما في وقت واحد.

## الأسباب
تظهر متلازمة الاستئصال الأمامي المنخفض بعد استئصال المستقيم.

### عوامل الخطر
العاملين اللذين يؤثران سلبًا على وظيفة الأمعاء لدى المرضى بعد الاستئصال الأمامي المنخفض هما قلة ارتفاع الورم والتعرض للأشعة، سواء قبل العملية الجراحية أو بعدها. بالإضافة إلى ذلك، ترتبط الفغرات التي تكون مؤقتة بطبيعتها وتلك الموجودة في مكانها لفترة طويلة بسوء وظيفة الأمعاء. مع ذلك، يُحتمل أن يكون ذلك انعكاسًا لارتفاع الورم والمضاعفات الجراحية المحتملة، والتي قد يكون لها أيضًا أثر ضار على وظيفة الأمعاء.

## الآلية
قد تساهم عوامل متعددة في الإصابة بمتلازمة الاستئصال الأمامي المنخفض. في أثناء استئصال المنطقة ما بين العاصرتين، قد تتعرض العضلة العاصرة الشرجية الداخلية لضرر بنيوي مباشر يؤدي إلى سلس البراز، أو ضرر ثانوي من إدخال جهاز مفاغرة عبر فتحة الشرج في أثناء الاستئصال الأمامي المنخفض. بشكل خاص، إذا وصل النهج الجراحي إلى الجانب الخلفي الوحشي من البروستات (عند الرجال)، حيث تدخل كل من الألياف العصبية الودية واللاودية جدار المستقيم، قد تؤدي الأذية في تعصيب العضلة العاصرة الشرجية الداخلية أيضًا إلى خلل وظيفي.

## العلاج
تعد المعالجة التحفظية أساس علاج متلازمة الاستئصال الأمامي المنخفض، بما في ذلك إعادة تأهيل قاع الحوض أو ري تطهير القولون أو إجراءات طفيفة التوغل، مثل تحفيز العصب الشوكي.
بالنسبة للعلاج قصير الأمد لأحد الأعراض، يجب علاج بعض المرضى باستخدام اللوبيراميد أو المضادات الحيوية مثل النيوميسين أو ريفاكسيمين (في حالة زيادة تكاثر ميكروبات الأمعاء الطبيعية أو فرط النمو البكتيري في الأمعاء الدقيقة الموضح في اختبار التنفس للاكتولوز). 
رغم أن منحيات حامض الصفراء مثل كوليسيفيلام ومضادات 5-HT3 مثل راموسيترون قد أظهرت نتائج أولية مثيرة للاهتمام، ما تزال هناك حاجة إلى مزيد من الأبحاث.
يعد الري عبر الشرج علاجًا منخفض التكلفة وناجحًا لارتفاع تواتر التغوط وسلس البراز المرتبط بمتلازمة الاستئصال الأمامي المنخفض.
يرتبط تحفيز العصب العجزي بتحسن الأعراض المرتبطة بسلس البراز والتغوط الانسدادي لدى الأفراد الذين يملكون عاصرات طبيعية أو ضعيفة، بالإضافة إلى المرضى الذين يعانون من متلازمة الاستئصال الأمامي المنخفض.
عندما يصبح سلس البراز غير قابل للتدبير، قد تكون الجراحة خيارًا مناسبًا. عندما تفشل جميع أشكال العلاج الأخرى، ينبغي أن تؤخذ الفغرة في الاعتبار. يجب أن يقتصر استبدال العضلة العاصرة والتقنيات الجراحية المتقدمة الأخرى على مجموعة مختارة جدًا من المرضى.